# QtiPlot
QtiPlot 是由 Ion Vasilief 開發的一套跨平台的数据分析和科学可视化软件。
QtiPlot 的界面与同类软件 Origin、SigmaPlot 类似。此类软件大多是专利软件且价格昂贵，因此有數據分析需求的人，例如大学生，會在此類型软件中選用 QtiPlot 進行數據分析及資料呈現。QtiPlot 可以用于制作二维和三维的数据图表，并具有许多诸如曲线拟合这样的数据分析功能。三維的圖表呈現可以透過 Qwt3D 函式庫運用 OpenGL 完成繪製。
QtiPlot 属于自由软件，采用 GNU 通用公共许可证（GPL）发布。针对微软 Windows、某几种 Linux 发行版以及 Mac OS X 平台，QtiPlot 同时提供编译好的二进制文件。这些二进制版本文件雖然提供試用版，但是試用期限過後，须付费才能使用；但是，任何人都可以在 GPL 下自由地重新编译和分发 QtiPlot。目前，在 Linux 平台和 Windows 平台，都有这样的第三方分发者。